# Менархе
Мена́рхе (др.-греч. μήν «месяц» + ἀρχή «начало») — первая менструация. Наступает менархе у большинства девочек в  12–14 лет, время наступления зависит от физического развития организма, питания, перенесённых заболеваний, и от других причин.
Менархе обычно безболезненно и происходит без какого-либо предупреждения.

## Физиологический аспект

### Менархе как часть полового развития
Менархе является кульминацией целого ряда физиологических и анатомических процессов в женском организме.
- Яичники вырабатывают гормон эстроген под воздействием гормонов гипофиза.
- На протяжении интервала в 2—3 года эстроген стимулирует рост матки (кроме этого, увеличиваются молочные железы, расширяется таз, увеличивается подкожная жировая клетчатка в области лобка и больших половых губ).
- Эстроген стимулирует рост и улучшение кровоснабжения слизистой оболочки матки, выстилающей её полость — эндометрий (лат. endometrium).
- Эндометрий является органом-мишенью для половых гормонов из-за присутствия в нём специфических рецепторов. Сбалансированное гормональное воздействие через цитоплазматические и ядерные рецепторы обеспечивает физиологические циклические превращения слизистой оболочки матки.
- Из-за изменений в уровне гормонов происходит отторжение функционального слоя слизистой оболочки матки, которая отшелушивается и с кровью выходит через вагину.